# Aert de Gelder
Aert de Gelder (Dordrecht, 26 ottobre 1645 – Dordrecht, 27 agosto 1727) è stato un pittore olandese.

## Biografia

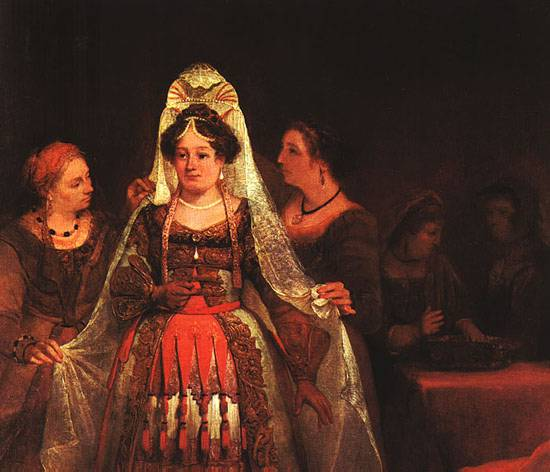
La Sposa ebraica, 1684, Alte Pinakothek

Allievo di Samuel van Hoogstraten, a sua volta discepolo di Rembrandt, Aert de Gelder fu a sua volta nell'atelier del celebre caposcuola olandese dal 1661, ad Amsterdam, diventando quello che è considerato il suo più giovane allievo di rilievo. In seguito, dopo essere tornato nella sua città natale, visse ritirato, lavorando a opere relativamente trascurate dalla committenza e dalla critica più importante. 
Come autore di scene bibliche e di ritratti il suo stile si ispirò a quello dell'ultimo Rembrandt, portando fin nel XVIII secolo le sue idee artistiche, senza venire influenzato dalle nuove mode. Dal punto di vista artistico la sua opera non può essere considerata come un'imitazione passiva del maestro, anzi spicca per inventiva nella narrazione, per il gusto teatrale, e per la forte carica espressiva dei personaggi, che ne hanno fatto, dopo la riscoperta, uno dei più significativi interpreti della pittura olandese della fine del XVII secolo.